# Tripanurga sulculata
Tripanurga sulculata är en tvåvingeart som först beskrevs av Aldrich 1916.  Tripanurga sulculata ingår i släktet Tripanurga och familjen köttflugor. Inga underarter finns listade i Catalogue of Life.